# Этнический мусульманин
Этнический мусульманин ― рождённый в мусульманской семье, не придерживающийся строгих правил религии. Соблюдающий событийные религиозные обычаи с точки зрения культуры, который всё ещё отождествляет себя с мусульманской культурой или религией из-за семейного происхождения, личного опыта или социальной и культурной среды, в которой он вырос. Этнических мусульман можно найти по всему миру, но особенно их много на Ближнем Востоке (в основном в Израиле, Турции и Иране), Европе, Центральной Азии, Северной Америке и некоторых частях Южной и Юго-Восточной Азии.

## Определение
В Центральной Азии и в бывших коммунистических странах термин «этнический мусульманин» стал использоваться для описания тех, кто хотел, чтобы их «мусульманская» идентичность была связана с определёнными национальными и этническими ритуалами, а не просто с религиозной верой. 

Мализ Рутвен (2000) описывает термины «этнический мусульманин» и «номинальный мусульманин» следующим образом: 
 Однако для существует вторичное определение термина "Мусульманин", которое может затенять первое. Мусульманин — это тот, кто рожден от отца-мусульманина, который принимает конфессиональную идентичность своих родителей, не обязательно присоединяясь к убеждениям и обычаям, связанным с верой, так же, как еврей может описать себя или иудея без соблюдения Танаха или Галахи , В немусульманских обществах такие мусульмане могут подписываться и быть наделенными светской идентичностью. Мусульмане Боснии, потомки славян, принявших ислам под властью Османской империи, не всегда отмечаются присутствием на молитве, воздержанием от алкоголя, уединением женщин и другими социальными обычаями традиционного Ислама. Они были официально считаются мусульманами по национальности, чтобы отличать их от православных сербов и католических хорватов в бывшем югославском коммунистическом режиме. Термин мусульманин указывает на их этническую  и групповую принадлежность, но не обязательно на их религиозные убеждения. В этом ограниченном контексте (который может относиться и к другим мусульманским меньшинствам в Европе и Азии), не может быть никакого противоречия между тем, чтобы быть мусульманином и атеистом или агностиком, так же как есть еврейские атеисты и еврейские агностики. Это светское определение мусульманина (иногда используются термины «культурный мусульманин» или «номинальный мусульманин»)  не так уж и далеко от сути. 
 Этнический мусульманин принимает исламскую культурную традицию или образ мышления как систему отсчета. Этнические мусульмане разнообразны с точки зрения норм, ценностей, политических взглядов и религиозных взглядов. Но сохраняют общий «дискурс или структуру чувств», связанные с общей историей и воспоминаниями. 
Концепция этнического мусульманина — человека, который идентифицирует себя как мусульманин, но не является религиозным — не всегда одобрительно встречается в консервативных исламских сообществах.

## Демография
Около 1% мусульман в Азербайджане, 5% в Албании, 9% в Узбекистане, 10% в Казахстане, 19% в России и 22% в Косово посещают мечеть раз в неделю или чаще. Согласно исследованию Pew Research Center, только 15% мусульман в Албании и 18% мусульман в Казахстане указали, что религия очень важна в их жизни. Это же исследование показало, что только 2% мусульман в Казахстане, 4% в Албании, 10% в Косово, 14% в Боснии и Герцеговине, 14% в Кыргызстане, 16% в Узбекистане и 21% в Азербайджане выполняют намаз (пять молитв день) . Более того, согласно отчету Pew Research Center за 2016 г., только 7–13% всех турок считают, что религия должна прямо или косвенно влиять на законы. 

### Параллельные понятия
- Этнический христианин, христианская культура
- Этнический иудей, светская еврейская культура
- Этнический мормон, мормонская культура
- Нерелигиозность
- Внерелигозная духовность